# ジュニャーナガルバ
ジュニャーナガルバ（梵: Jñānagarbha、智蔵）とは、インド仏教中観派の僧侶。
後期中観派の草分け的存在であり、清弁に始まる自立論証派（スヴァータントリカ）に属する。
著書としては『二諦分別論』などがある。

## 著作
- 『二諦分別論』